# Station Potsdam Park Sanssouci
Station Potsdam Park Sanssouci is een spoorwegstation van de Deutsche Bahn (DB) in de Duitse stad Potsdam. Het station ligt aan de westzijde van de stad aan de kruising van de Spoorlijn Berlijn - Maagdenburg met de zogeheten Umgehungsbahn van Jüterbog naar Oranienburg. Op het spoorwegemplacement bevindt zich ook het keizerlijk station.
Het station werd in 1847 aangelegd toen de reeds bestaande spoorlijn van Berlijn naar Potsdam verlengd werd naar Maagdenburg. Het station kreeg de naam Potsdam Wildpark naar het nabijgelegen wildpark van Sanssouci. In 1858 werd het eerste stationsgebouw geopend. Het houten bouwwerk werd in dezelfde stijl gebouwd als de boswachtershuizen in het wildpark. Door de ligging van het station vlak bij het Nieuwe paleis werd het met regelmaat gebruikt door de Pruisische koningen.
Het huidige stationsgebouw stamt uit 1869 en is daarmee het oudste nog bestaande station van de Pruisische Staatsspoorwegen. Het kleinschalige vakwerkgebouw in chaletstijl is een beschermd monument.
Onder Wilhelm II viel het besluit dat het stationsgebouw niet meer voldeed als representatief station voor het Pruisisch hof. In 1905 werd daarom begonnen met de bouw van het westelijker gelegen keizerlijk station. Het oude stationsgebouw werd daarna bestempeld als burgerstation (Duits: Bürgerbahnhof). In 1909 verloor het station ook zijn betekenis voor het intercityverkeer aan het station Potsdam Charlottenhof. In 2006 werd het stationsgebouw door de DB afgestoten en verkocht aan de stad Potsdam. Door de lokale vereniging Rosenweiss worden plannen ontwikkeld om het station om te vormen tot een cultureel centrum onder de noemer Kulturbahnhof Park Sanssouci.